# معجم ثنائي اللغة

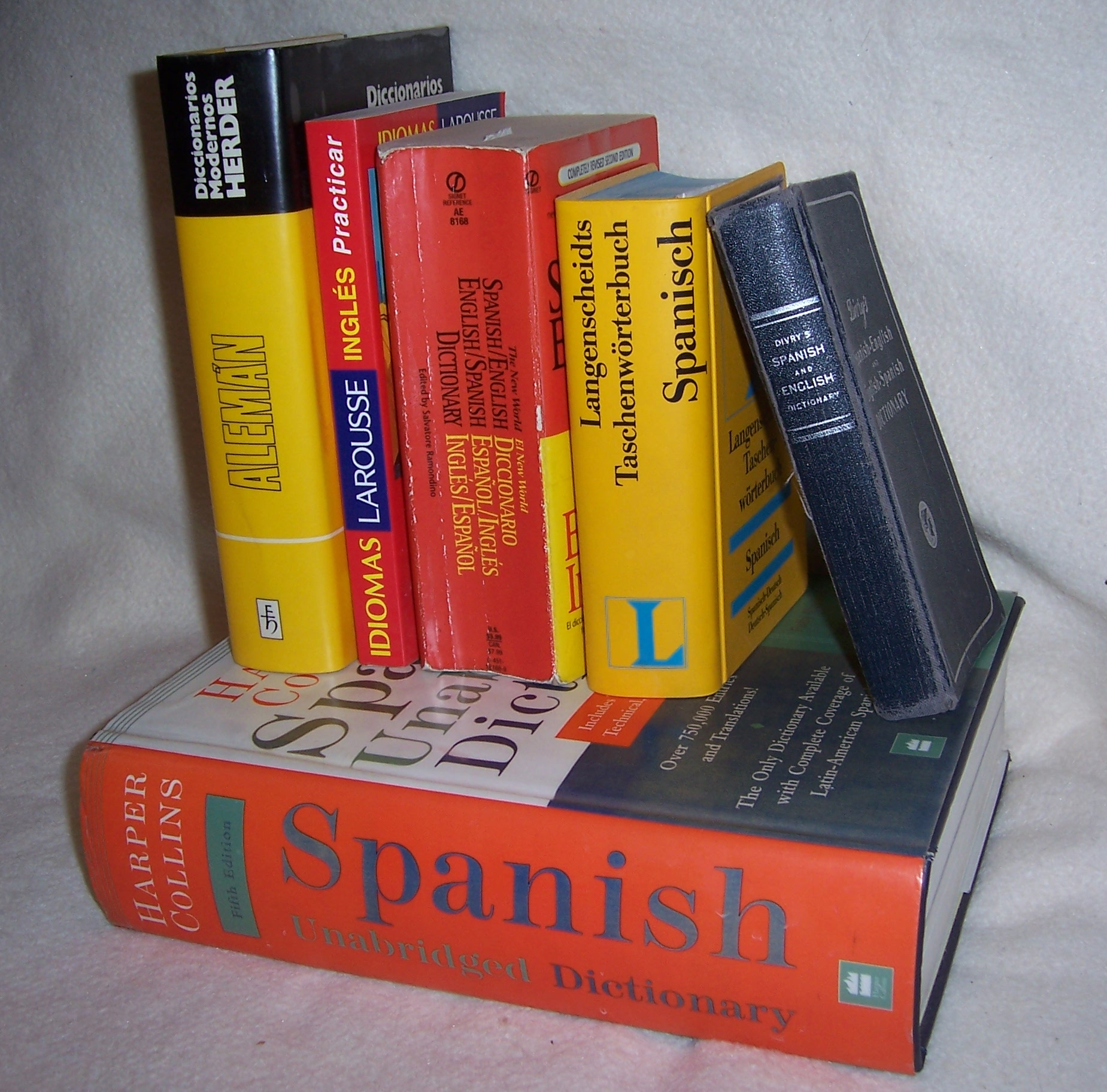
قاموس

المُعجم ثُنَائِيُّ اللُّغة هو قاموس مُتخصص يستخدم لِترجمة الكلمات أو العبارات من لغة إلى أخرى. يمكن أن تكون القواميس ثُنائية اللغة أحادية الاتجاه، وهذا يعني أنها تُدرج معاني الكلمات من لغة ما بلغة أخرى، أو يمكن أن تكون ثنائية الاتجاه، أي تُترجمُ من وإلى كلتا اللُّغتين.